# 미나미호로노베역
미나미호로노베역(일본어: 南幌延駅)은 일본 홋카이도 데시오 군 호로노베정에 위치한 홋카이도 여객철도 소야 본선의 철도역이었다. 역 번호는 W70이며, 단선 승강장 1면 1선의 구조를 갖춘 지상역이었다.

## 이용 현황
- 1992년도 : 2명

## 역 주변
- 데시오강

## 역사
- 1959년 11월 1일 : 국유철도 소야 본선 야스우시 역 - 가미호로노베 역간에 신설 개업. 여객만 취급함.
- 1987년 4월 1일 : 일본국유철도 분할 민영화에 의해, 홋카이도 여객철도가 승계.
- 2025년 3월 15일 : 폐지

## 인접 역
| 소야 본선                      | 소야 본선   | 소야 본선                  |
| ------------------------------ | ----------- | -------------------------- |
| W68 오놋푸나이 아사히카와 방면 | ■ 소야 본선 | 호로노베 W72 왓카나이 방면 |